# Малые Козловичи
Малые Козловичи (бел. Малыя Казловічы) — посёлок в Майском сельсовете Жлобинского района Гомельской области Белоруссии.

## География

### Расположение
В 17 км на северо-восток от Жлобина, 14 км от железнодорожной станции Хальч (на линии Жлобин — Гомель), 110 км от Гомеля.

## Гидрография
На севере мелиоративный канал.

## Транспортная сеть
Транспортные связи по просёлочной, а затем автомобильной дороге Рогачёв — Довск. Планировка состоит из прямолинейной, близкой к меридиональной ориентации улицы, которая на севере присоединяется к короткой прямолинейной широтной улице. Застройка двусторонняя, неплотная, деревянная, усадебного типа.

## История
По письменным источникам известен с XIX века как небольшое село в Рогачёвском уезде Могилёвской губернии. Указан на карте частей Смоленского, Полоцкого, Могилевского и других наместничеств 1787 год. Рядом находился одноимённый фольварк, хозяин которого владел в 1871 году 1602 десятинами земли. В 1934 году организован колхоз «Строитель». Во время Великой Отечественной войны оккупанты сожгли 28 дворов и убили 35 жителей. 43 жителя погибли на фронте. В декабре 1943 - январе 1944 года за овладение Малыми Козловичами велись ожесточенные бои силами 2-х стрелковых дивизий (41-й и 348-й). Согласно переписи 1959 года в составе колхоза «Ленинец» (центр — деревня Антоновка).

## Население

### Численность
- 2004 год — 22 хозяйства, 31 житель.

### Динамика
- 1925 год — 73 двора.
- 1940 год — 89 дворов, 326 жителей.
- 1959 год — 203 жителя (согласно переписи).
- 2004 год — 22 хозяйства, 31 житель.